# استفنسون (میشیگان)
استفنسون، میشیگان (به انگلیسی: Stephenson, Michigan) یک شهر در ایالات متحده آمریکا با جمعیت ۸۶۲ نفر است که در میشیگان واقع شده‌است.

## موقعیت جغرافیایی
موقعیت جغرافیایی شهرها و مناطق اطراف به شرح زیر است:

## نگارخانه

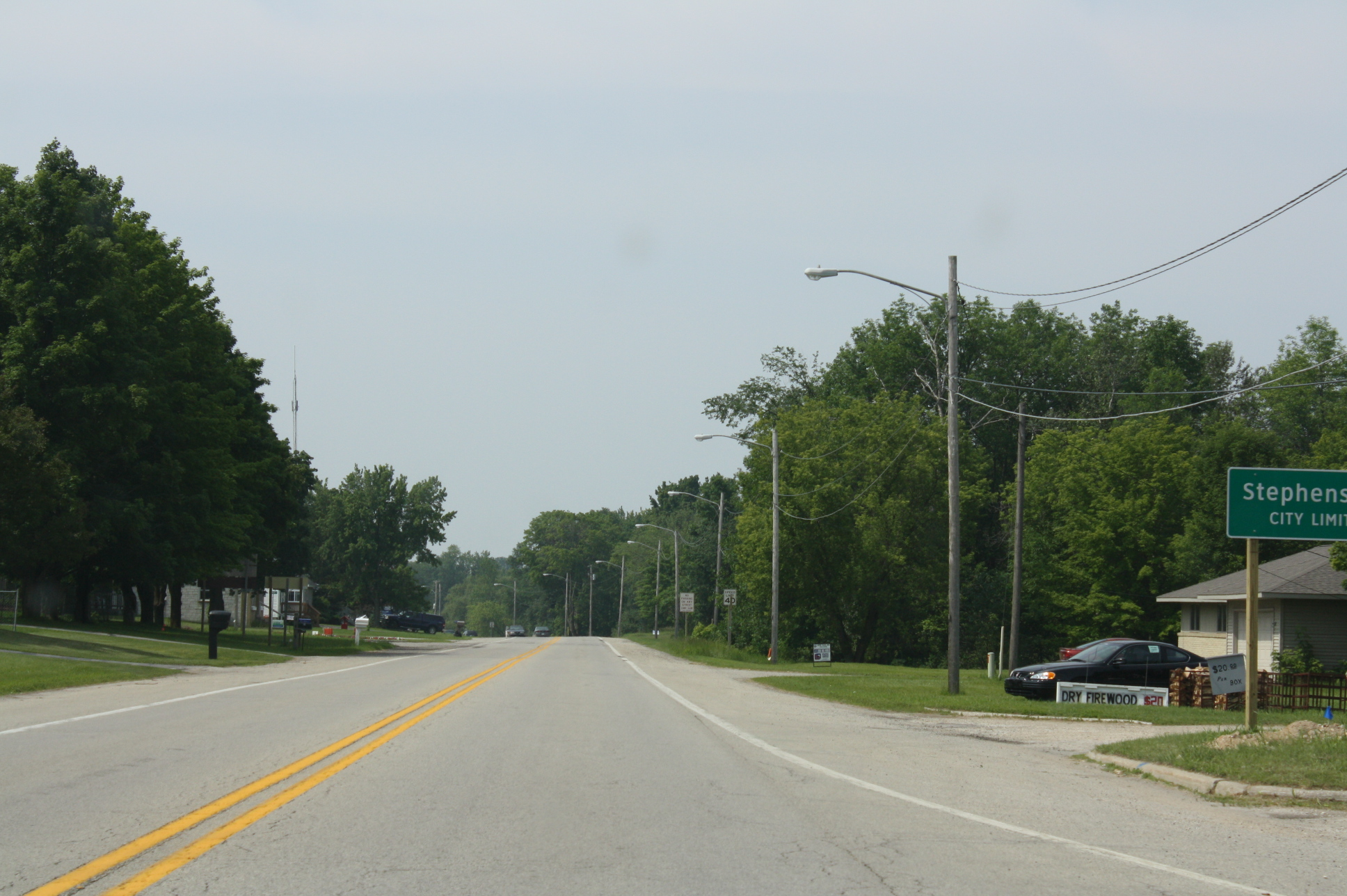
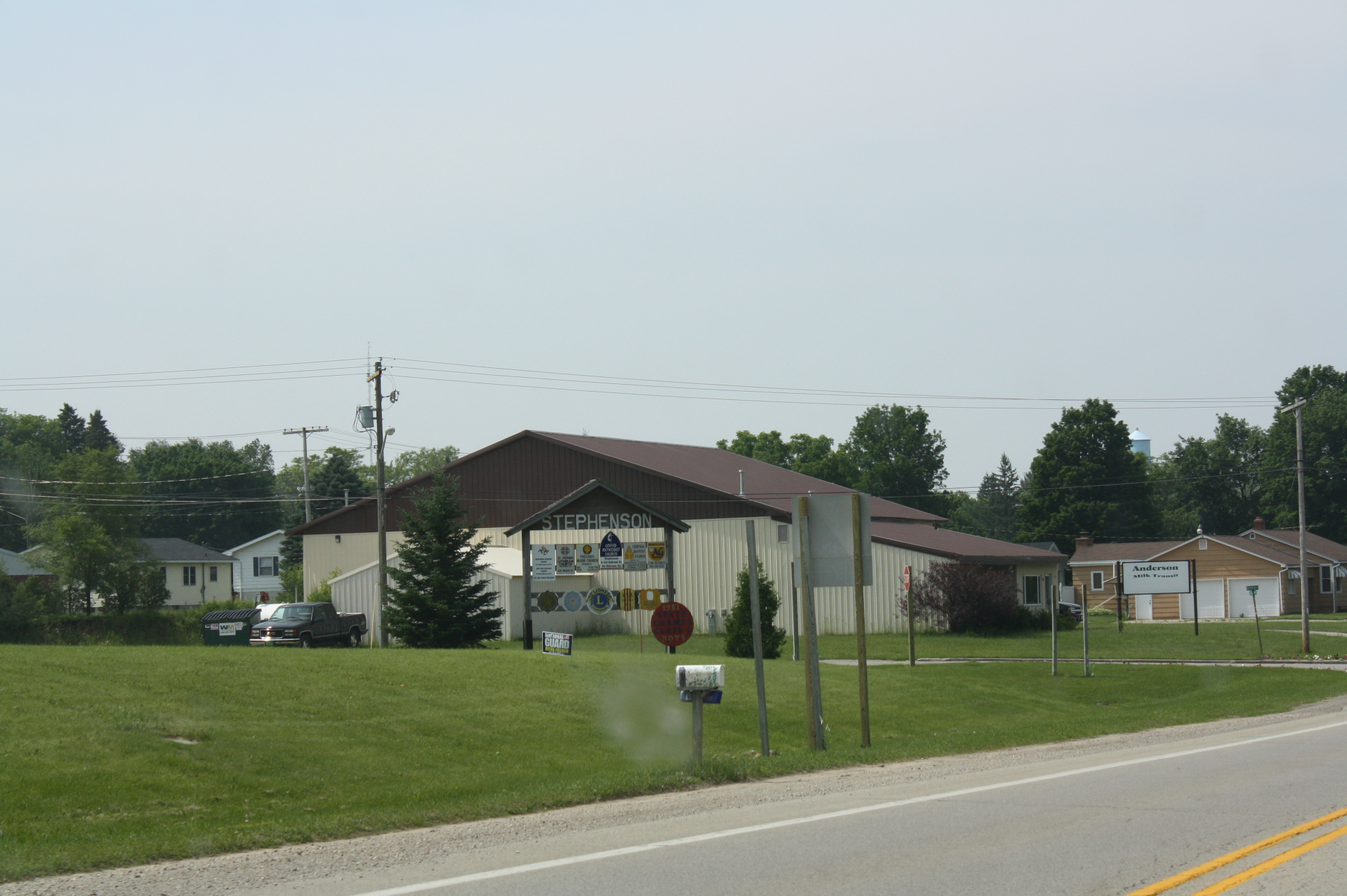
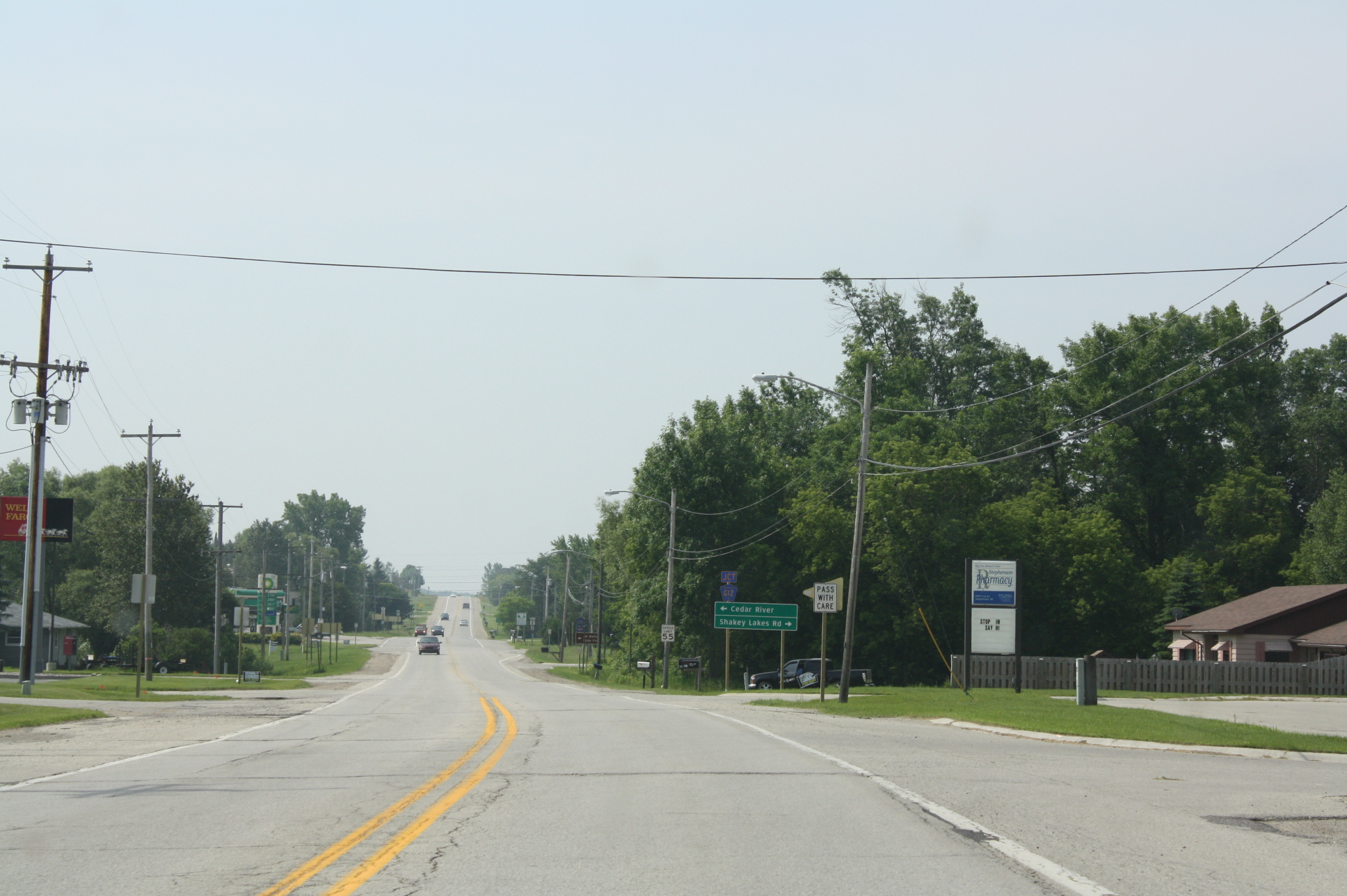